# Hakea trifurcata
Espèce
Classification phylogénétique
Hakea trifurcata est une plante buissonnante du genre Hakea originaire du sud-ouest de l'Australie-Occidentale.

## Description
Hakea trifurcata est une plante vivace de 1,5 à 3 m de haut. Les fleurs de couleur crème apparaissent d'avril à octobre dans son aire d'origine.